# Harmonie (Volti)
Pour les articles homonymes, voir Harmonie (homonymie).
Harmonie est une œuvre de l'artiste français Antoniucci Volti. Il s'agit d'une sculpture en bronze représentant une femme allongée. Elle est installée à Paris, en France.

## Description
L'œuvre est une sculpture monumentale en bronze de 2,50 m de long. Elle représente un personnage féminin, allongé et endormi.
La sculpture repose sur un piédestal cylindrique. Sur sa tranche, il porte le nom de l'œuvre et de l'auteur, ainsi que ses dates de naissance et de décès.

## Localisation
La sculpture est installée depuis 1992 sur la place Theodor-Herzl, au carrefour des Arts-et-Métiers, à l'intersection des rues de Turbigo et Réaumur dans le 3e arrondissement de Paris.

## Artiste
Antoniucci Volti (1915-1989) est un sculpteur français.